# Gonora puhites
Gonora puhites là một loài bướm đêm trong họ Geometridae.